# Birgitte
Birgitte er et pigenavn, der stammer fra det keltiske ord for "strålende". Der findes adskillige varianter af navnet på dansk, herunder Birgit, Birthe, Gitte, Birgitta, Birgithe, Brigitte, Brigitta og Bergitte.

## Kendte personer med navnet
- Birgitta af Vadstena, svensk helgen.
- Brigitte Bardot, fransk skuespiller.
- Birgitte Bruun, dansk skuespiller.
- Birgitte Federspiel, dansk skuespiller.
- Brigitte Kolerus, dansk skuespiller.
- Anne Birgitte Lundholt, dansk tidligere minister.
- Brigitte Nielsen, dansk skuespiller og model.
- Birgitte Price, dansk skuespiller og teaterchef.
- Birgitte Reimer, dansk skuespiller.
- Birgitte Raaberg, dansk skuespiller.
- Birgitte Simonsen, dansk skuespiller.

## Navnet anvendt i fiktion
- Susanne, Birgitte og Hanne er en sang med Otto Brandenburg fra 1960.
- Birgitte, Birgitte Bergøje er et børnerim.